# Сарда
Са́рда (хинди शारदा नदी), Чаука, в верхнем течении — Кали, Калина́ди (хинди काली नदी), Махакали — река в Непале и Индии.
Берёт начало в Гималаях (хребет Заскар) в Калапани на высоте около 4 км, в округе Питхорагарх, штат Уттаракханд, Индия. Впадает в реку Гхагхара (приток Ганга).
В верхнем течении река образует западную границу Непала.

## Хозяйственное использование
Существуют планы строительства плотины Панчесвар и гидроэлектростанции. В апреле 1993 года недалеко от города Танакпур в округе Чампават была введена в эксплуатацию гидроэлектростанция Танакпур (мощностью 120 МВт) и плотина Сарда.
В 2007 году река была в центре внимания средств массовой информации в связи с нападением на людей гигантского сома.

## Названия
Одно из названий реки, «Кали», дано в честь богини Кали, чей храм находится в Калапани возле перевала Липу-Лекх на границе между Индией и Тибетом. На равнинах Уттаракханда и Уттар-Прадеша река Кали известна как Сарда.